# Pusta (822 m)
Pusta (822 m) – szczyt w północnej części Pasma Leluchowskiego, które w polskiej regionalizacji fizycznogeograficznej według Jerzego Kondrackiego zaliczone zostały do Beskidu Sądeckiego, w nowszej regionalizacji z 2018 r. wraz z Górami Lubowelskimi do Pogórza Popradzkiego. Pusta znajduje się w grzbiecie opadającym z południowego wschodu na północny zachód do doliny Muszynki. Zachodnie stoki tego grzbietu opadają do doliny Wojkowskiego Potoku, wschodnie do doliny potoku Pusta. Pusta jest porośnięta lasem, ale na dolnej części jej południowych stoków znajdują się bezleśne tereny zaszytej w Górach Leluchowskich miejscowości Wojkowa. Również na stokach wschodnich znajdują się polany.
Na lotniczej mapie Geoportalu Pusta nie jest podpisana. Znajduje się we wsi Wojkowa w województwie małopolskim, w powiecie nowosądeckim, w gminie Muszyna. Przez szczyt nie biegnie żaden znakowany szlak turystyczny, ale można na niego z Wojkowej wyjść nieznakowaną ścieżką.

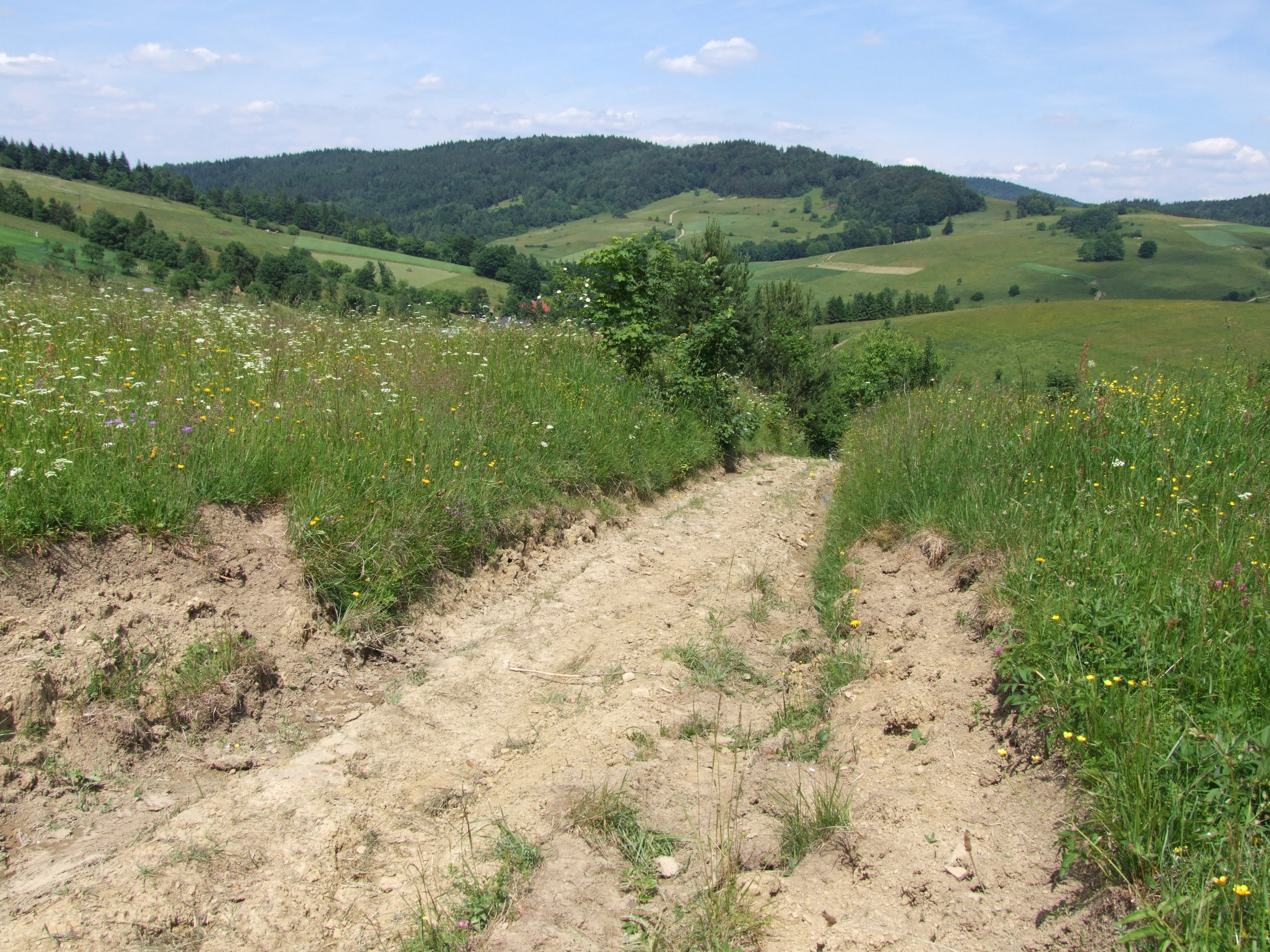
Pusta nad Wojkową